# Bibliothek der Universität Kanagawa
Die Bibliothek der Universität Kanagawa (japanisch 神奈川大学図書館 Kanagawa Daigaku Toshokan) ist eine Universitätsbibliothek in Yokohama in der Präfektur Kanagawa, zu der zwei Häuser gehören - eines auf dem Yokohama-, das andere auf dem Shonan Hiratsuka-Campus. Sie wurde 1929 gegründet und besitzt ca. 1,5 Mio. Medien, darunter verschiedene Sammlungen und seltene Bücher in europäischen Sprachen. Sie ist auch für Besucher, die nicht an einer Universität eingeschrieben sind, zugänglich. Die Bibliothek besitzt zudem eine Vielzahl von Datenbanken unterschiedlicher Wissensgebiete, die online zugänglich sind. Mitteilungen werden in zwei bibliothekseigenen Zeitschriften veröffentlicht. Die Zeitschrift „Toshokan da yori“ (図書館だより) berichtet über einzelne Werke und Themen rund um die Bibliotheksbenutzung, während die Zeitschrift „Pathfinder“ (道しるべ Michi shiberu) einzelne Themen, die häufig nachgefragt werden, konzentriert.

## Geschichte
Die Bibliothek wurde 1929 als Bibliothek der Yokohama-Akademie gegründet. 1980 erfolgte der heutige Bau des Bibliotheksgebäudes mit drei Geschossen und zwei Untergeschossen, die im November eröffnet wurden. 1989 folgte die Eröffnung des Neubaus auf dem Hiratsuka-Campus (平塚図書館 Hiratsuka Toshokan).

## Sammlungen
Die Bibliothek verfügt über verschiedene Sammlungen. Darunter die Yamaguchi Collection mit 2400 Büchern zur Wirtschaftswissenschaft von Shigeru Yamaguchi. Weiterhin eine Sammlung seltener französischer Bücher, ebenfalls hauptsächlich zum Thema Wirtschaft. Dazu kommen Werke und 1500 Lithographien zur Pariser Kommune. Eine weitere Sammlung umfasst Japanstudien aus der Mitte des 19. Jahrhunderts, der Zeit, in der das Tokugawa-Shogunat endete.

### Auswahl
1. Collection des caricatures politiques de la commune de Paris, 1870-1871
2. Maxime Vuillaume: Collection des materiaux originaux de Maxime Vuillaume relatifs a la Commune de Paris, 1870-1871
3. Sammlung von Enzyklopädien: Inkunabel Etymologiae von Isidor von Sevilla (Ausgabe von 1483 gedruckt in Venedig), das erste alphabetisch sortierte Lexikon in englischer Sprache, das Lexicon technicum (1704) von John Harris und die diesem Vorbild folgende Cyclopaedia von Ephraim Chambers (1728) und eine 35-bändige Ausgabe der Encyclopédie (1777, 1780) von Denis Diderot
4. Arnoldus Montanus: Gedenkwaerdige Gesantschappen der Oost-Indische Maetschappy in’t Vereenigde Nederland, aen de Kaisaren wan Japan (1669), Engelbert Kaempfer:  Amoenitatum exoticarum politico-physico-medicarum fasciculi V. (1712), Carl Peter Thunberg:  Flora Japonica sistens plantas insularum Japonicarum (1784), Aime Humbert: Le Japon illustré (1870)
5. Tokugawa Mitsukuni: Zhu Zhiyu sensei bunshū (舜水先生文集, 1715)
6. Keisei Asami: Keisai sensei bunshū (絅斎先生文集, 1781)

### Sonstiges
Adresse: 3 Chome-27-1 Rokukakubashi, Kanagawa-ku, Yokohama, Kanagawa 221-8686